# 护国寺东巷
39°56′12″N 116°22′31″E / 39.936554°N 116.3753748°E

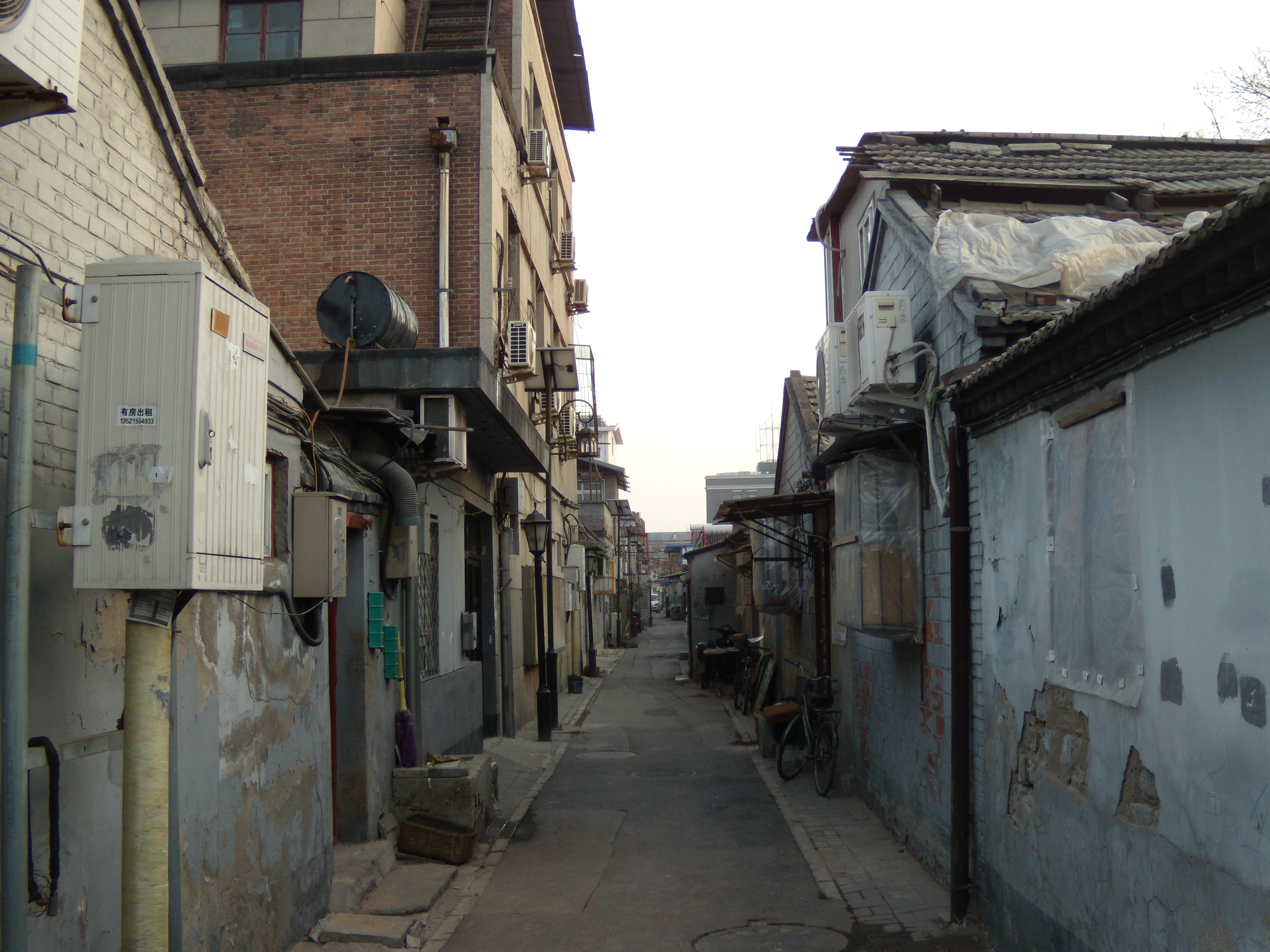
护国寺东巷，自北向南拍摄

护国寺东巷是中国北京市西城区的一条胡同，因护国寺而得名。

## 简介
护国寺东巷即护国寺东廊房之下，清朝称“东廊下”。《北京地名典》形容护国寺东巷“湫隘、破败、脏乱、拥塞”。护国寺东巷有护国寺小学、旅馆等。其余均为平房住宅。
护国寺东巷南至护国寺街，向北与百花深处交汇后折向东北，再折向东，连接棉花胡同。护国寺东巷靠南处与西侧的护国寺大院交汇，交汇口位于护国寺金刚殿东侧。护国寺东巷西侧，原来没有住户，是护国寺的东墙。后来护国寺败落，寺址逐渐成为民居，护国寺东巷才形成了两侧皆为民居的状况。

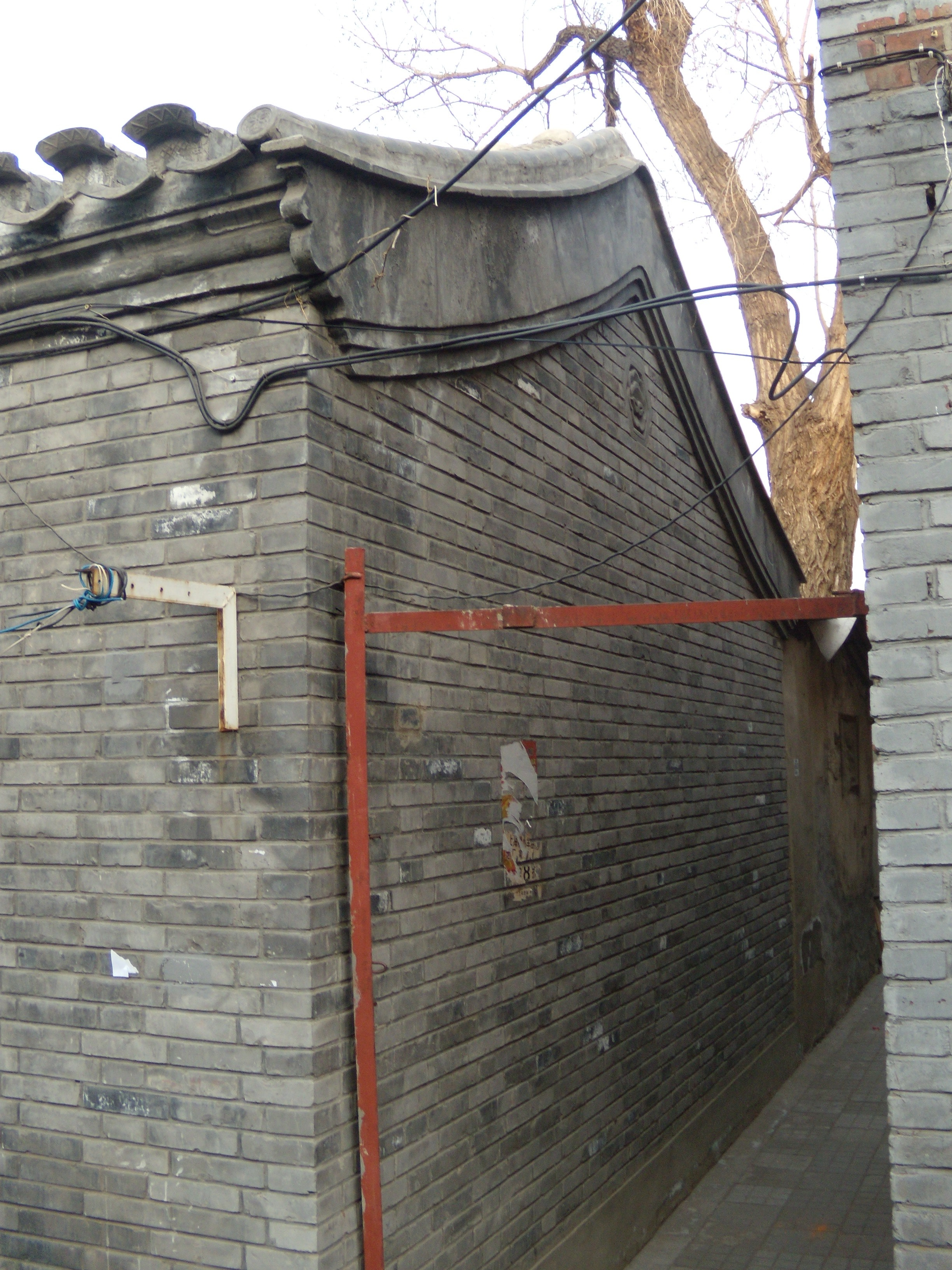
护国寺东巷东侧的一座平房
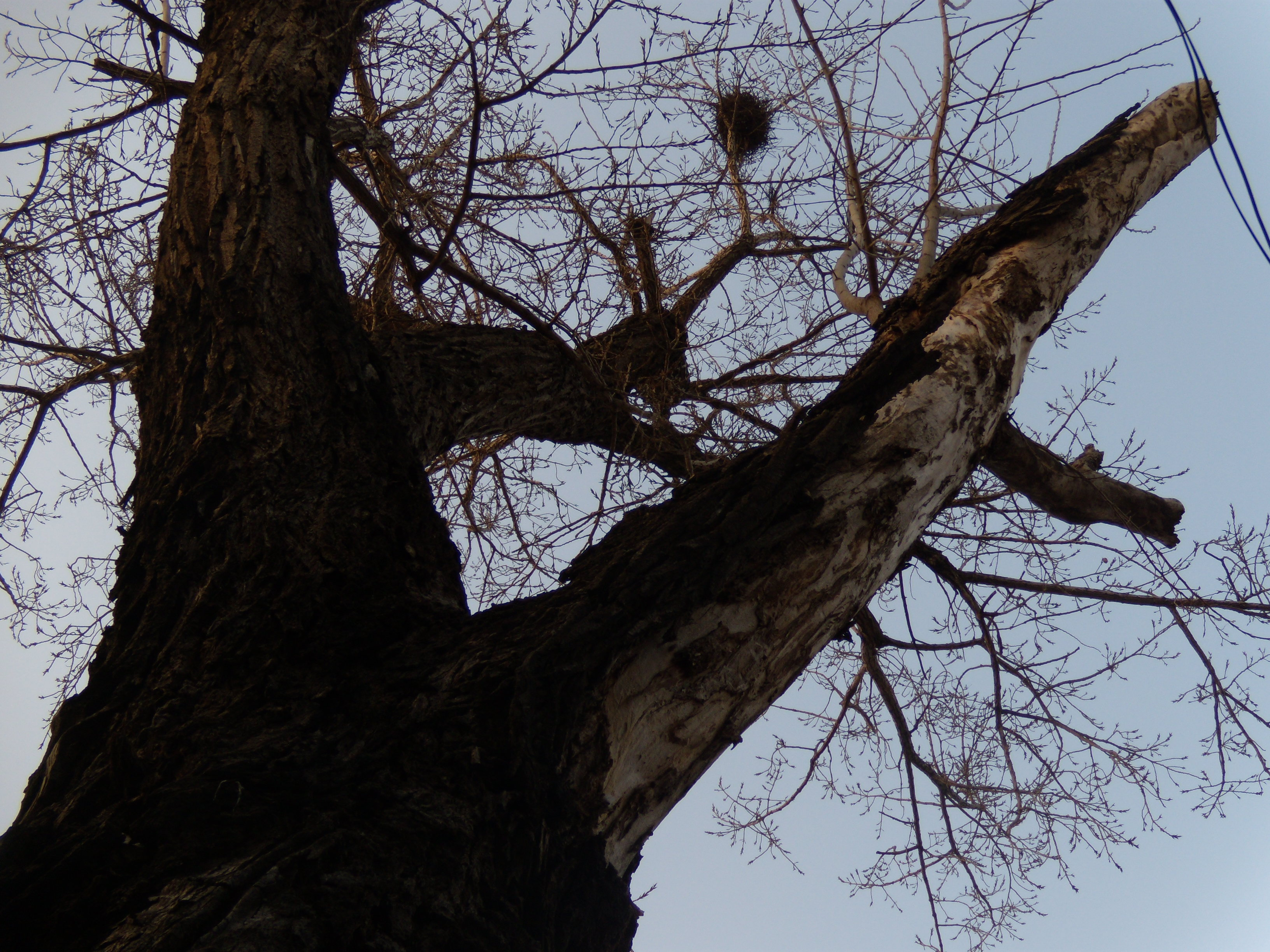
护国寺东巷东侧的一座平房旁边的老树